# جبهه استقلال
جبهه استقلال مجموعه‌ای از روزنامه‌های طرفدار آزادی مطبوعات بودند که در سال ۱۳۲۳ به ابتکار عبدالقدیر آزاد تحت عنوان جبهه استقلال گردهم‌آمده و در برابر تعدی دولت‌ها و تعطیلی مطبوعات قرار گرفتند.
این جبهه در سال ۱۳۲۳ تشکیل شد و اعضای این جبهه عبارت بودند از:
1. بهاء‌الدین پازارگاد، مدیر خورشید ایران
2. ذبیح االله صفا، مدیر شباهنگ
3. سید حسین فاطمی، مدیر باختر
4. سید محمدرضا جلالی نائینی، مدیر کشور
5. محمدصادق سرمد، مدیر صدای ایران
6. محمد مسعود، مرد امروز
7. محمد محیط طباطبایی، مدیر محیط
8. محسن ساعی، مدیر نسیم شمال
9. ابراهیم ناهید، مدیر ناهید
10. محسن حداد، مدیر دعوت
11. عادل خلعتبری، مدیر آینده میهن
12. حسین زعیمی، مدیر کسری
13. محمد جناب‌زاده، مدیر ندای آسمانی
14. علی آزاد، مدیر ندای آزاد
15. محمدباقر حجازی، مدیر وظیفه
16. علی نوروزی، مدیر نوروز ایران
17. شکرالله صفوی، مدیر کوشش
18. علی جواهرکلام، مدیر هور
19. غلامحسین مروستی، مدیر بنیاد
20. منصور خشنودی، مدیر شوخی
21. حسین مصطفوی، مدیر سرگذشت
22. سید حسین آموزگار، مدیر زندگی
23. تقی تقوی، مدیر هراز
24. حسین مطیعی، مدیر کانون

این جبهه تا اواخر دورۀ احمد قوام ادامه داشت و بعد از آن از هم پاشید.